# Rhus aromatica
Rhus aromatica là một loài thực vật có hoa trong họ Đào lộn hột. Loài này được Aiton miêu tả khoa học đầu tiên năm 1789.

## Hình ảnh

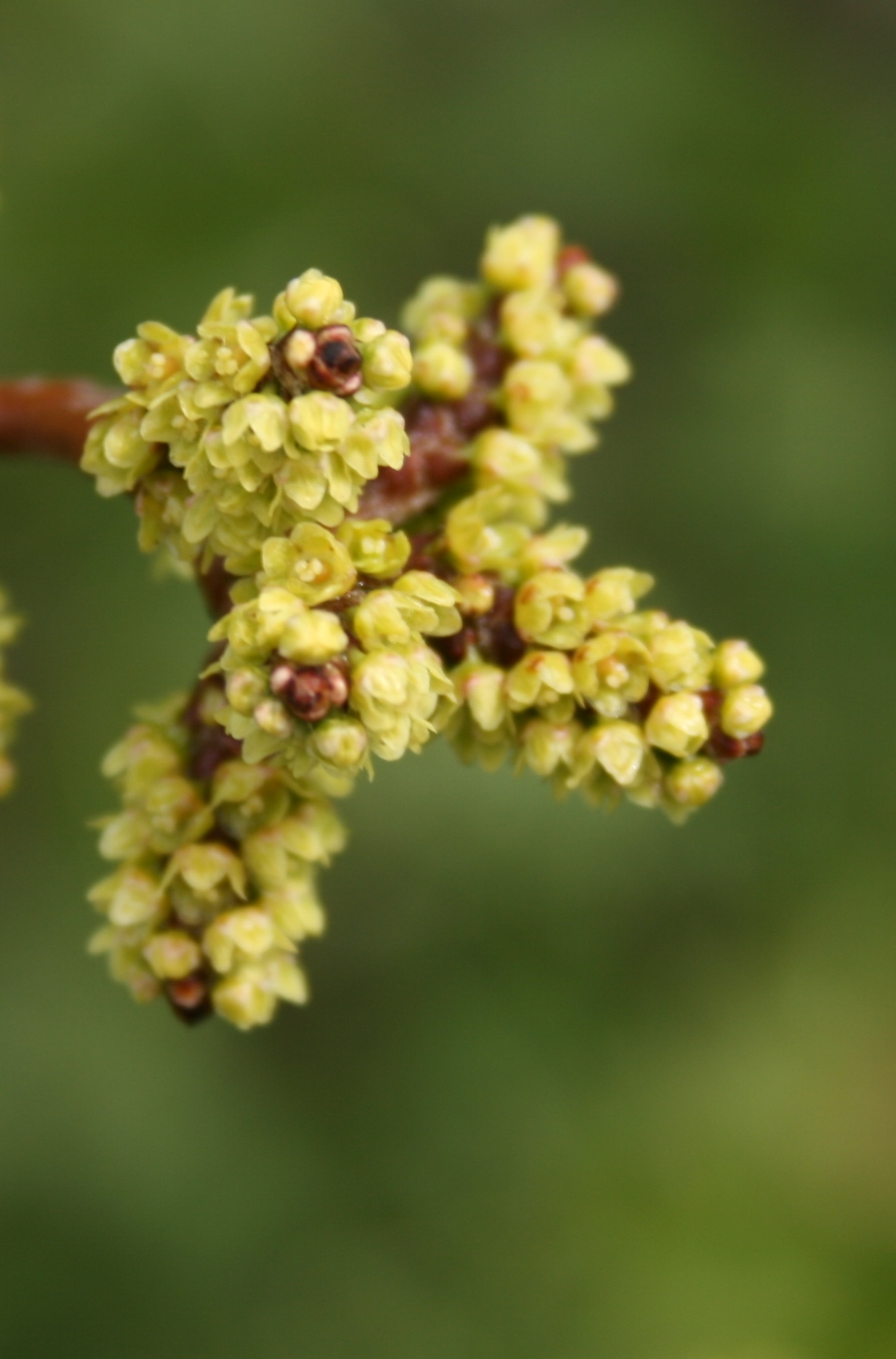
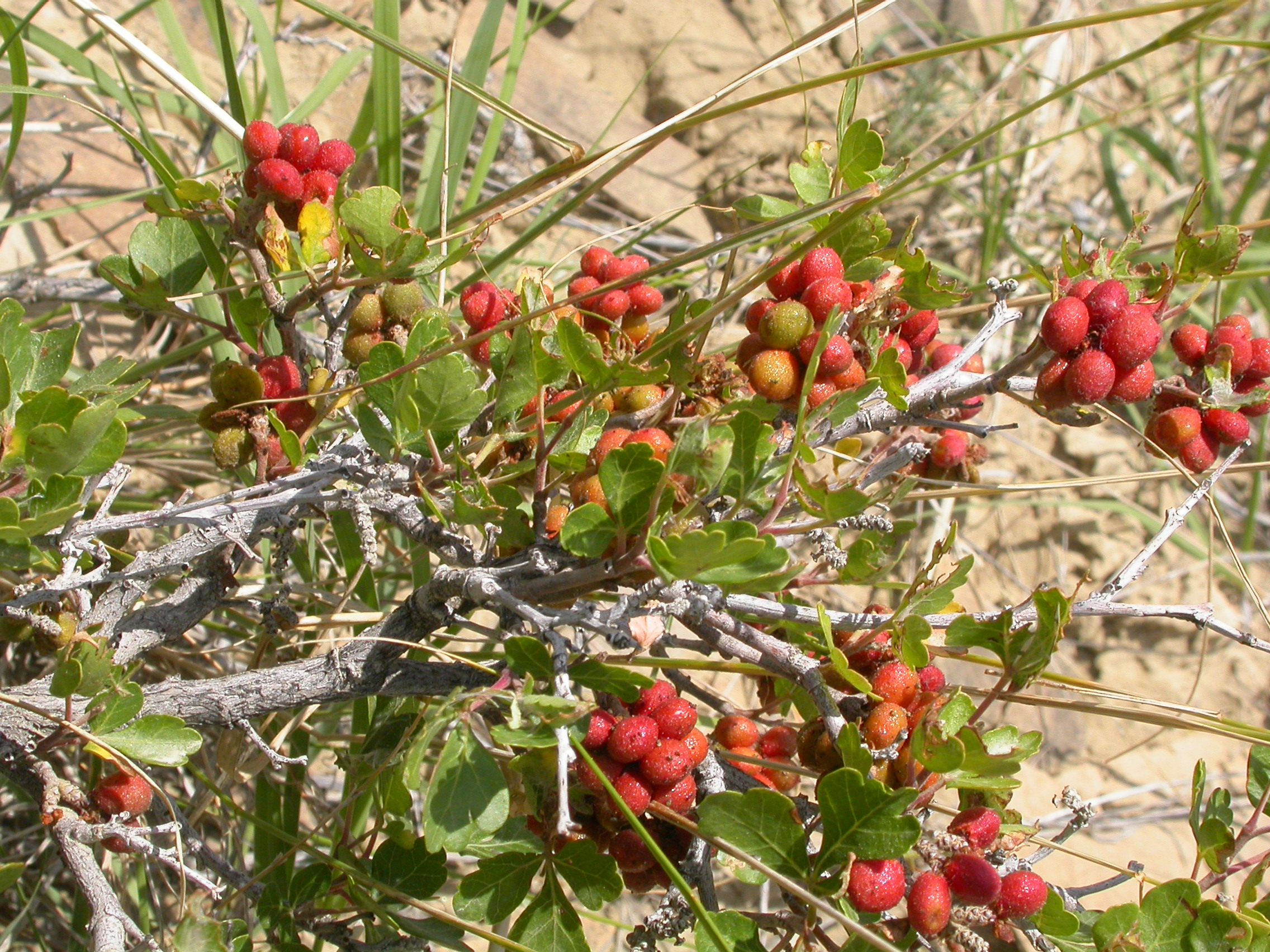
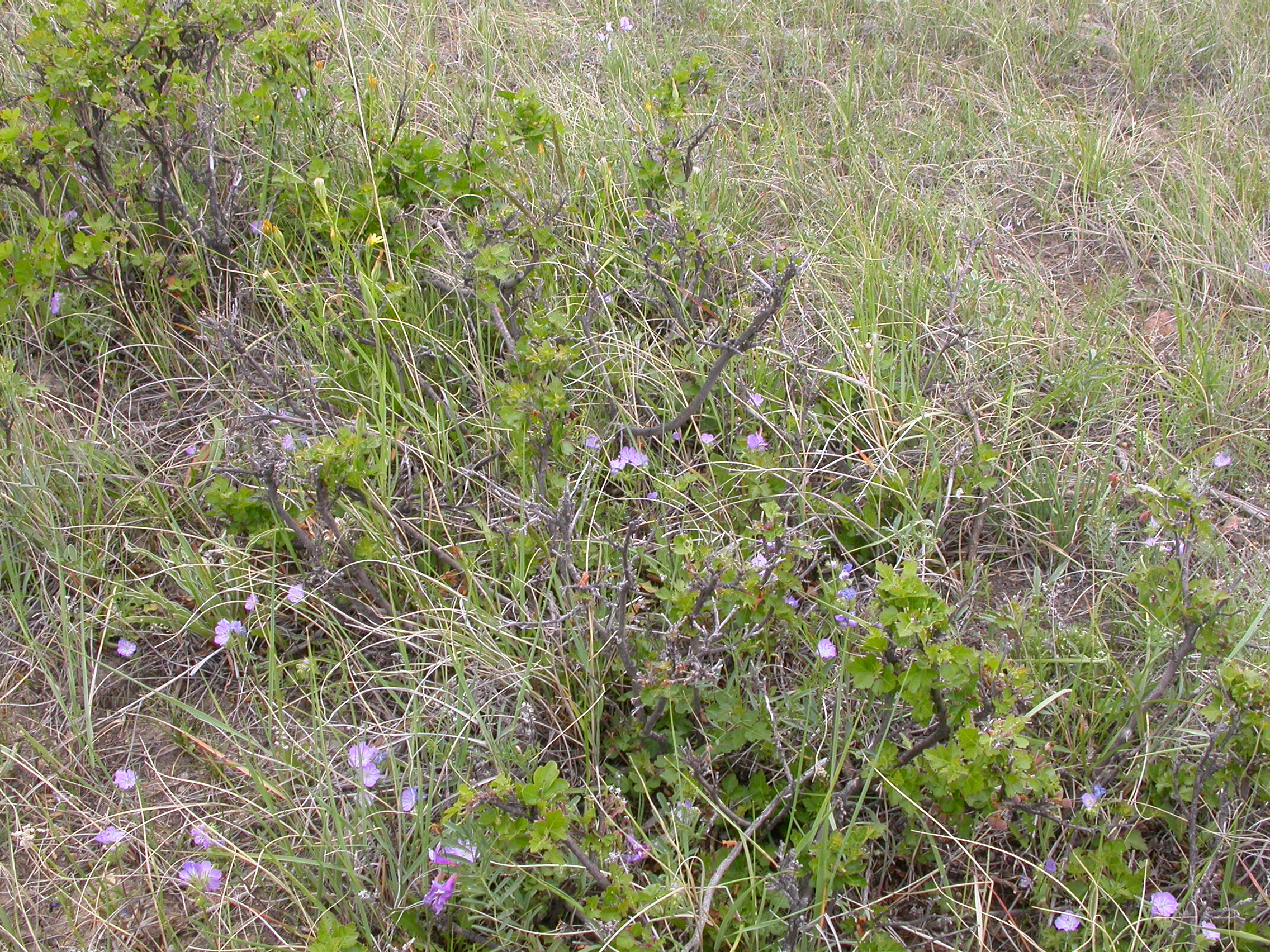
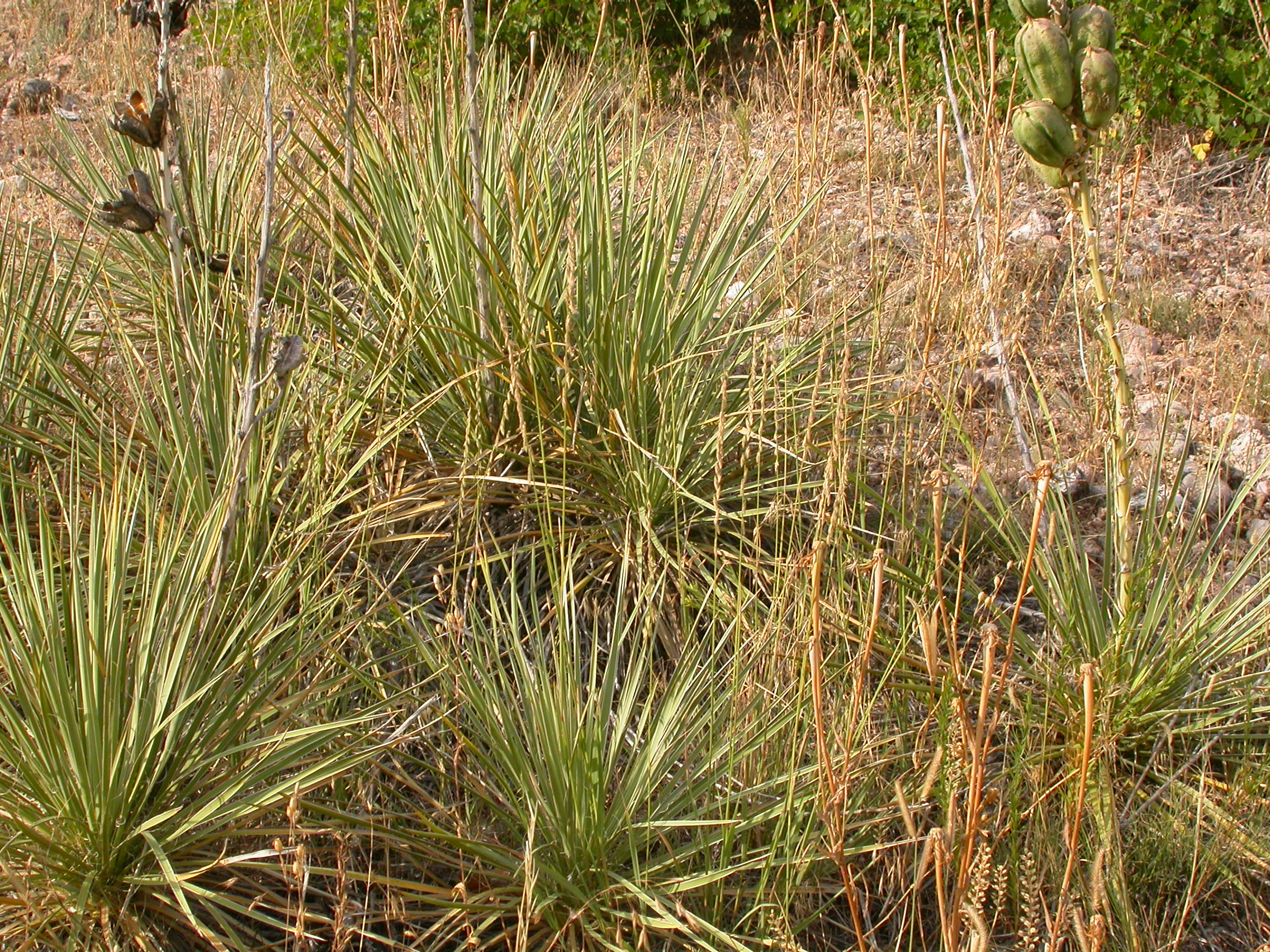